# Éducation spécialisée en France
 (octobre 2008).
Si vous disposez d'ouvrages ou d'articles de référence ou si vous connaissez des sites web de qualité traitant du thème abordé ici, merci de compléter l'article en donnant les références utiles à sa vérifiabilité et en les liant à la section « Notes et références ».
L'éducation spécialisée en France s'est d'abord concentrée sur l'enfance dite inadaptée avant de s'élargir à tous les domaines de l’éducation spécialisée (handicap, insertion sociale, protection de l'enfance, etc.).  

## Les différentes formes actuelles de l'éducation spécialisée

### La protection de l'enfance

#### Les articles 375 et suivants duCode civil français
(section mise à jour le 14/03/08 à partir du site légifrance)
Cette série d'articles organise la protection de l'enfance dans le droit français. De fait, elle crée les différents services prenant en charge les jeunes rencontrant des difficultés sociales et éducatives.

##### Article 375
Modifié par la Loi no 2007-293 du 5 mars 2007 - art. 14 () JORF 6 mars 2007.
« Si la santé, la sécurité ou la moralité d'un mineur non émancipé sont en danger, ou si les conditions de son éducation ou de son développement physique, affectif, intellectuel et social sont gravement compromises, des mesures d'assistance éducative peuvent être ordonnées par justice à la requête des père et mère conjointement, ou de l'un d'eux, de la personne ou du service à qui l'enfant a été confié ou du tuteur, du mineur lui-même ou du ministère public. Dans les cas où le ministère public a été avisé par le président du conseil général, il s'assure que la situation du mineur entre dans le champ d'application de l'article L. 226-4 du code de l'action sociale et des familles. Le juge peut se saisir d'office à titre exceptionnel.
Elles peuvent être ordonnées en même temps pour plusieurs enfants relevant de la même autorité parentale.
La décision fixe la durée de la mesure sans que celle-ci puisse, lorsqu'il s'agit d'une mesure éducative exercée par un service ou une institution, excéder deux ans. La mesure peut être renouvelée par décision motivée.
Cependant, lorsque les parents présentent des difficultés relationnelles et éducatives graves, sévères et chroniques, évaluées comme telles dans l'état actuel des connaissances, affectant durablement leurs compétences dans l'exercice de leur responsabilité parentale, une mesure d'accueil exercée par un service ou une institution peut être ordonnée pour une durée supérieure, afin de permettre à l'enfant de bénéficier d'une continuité relationnelle, affective et géographique dans son lieu de vie dès lors qu'il est adapté à ses besoins immédiats et à venir.
Un rapport concernant la situation de l'enfant doit être transmis annuellement au juge des enfants. »

##### Article 375-1
Modifié par la Loi no 2004-1 du 2 janvier 2004 - art. 13 () JORF 3 janvier 2004.
« Le juge des enfants est compétent, à charge d'appel, pour tout ce qui concerne l'assistance éducative.
Il doit toujours s'efforcer de recueillir l'adhésion de la famille à la mesure envisagée et se prononcer en stricte considération de l'intérêt de l'enfant. »

##### Article 375-2
Modifié par la Loi no 2007-297 du 5 mars 2007 - art. 67 () JORF 7 mars 2007.
« Chaque fois qu'il est possible, le mineur doit être maintenu dans son milieu actuel. Dans ce cas, le juge désigne, soit une personne qualifiée, soit un service d'observation, d'éducation ou de rééducation en milieu ouvert, en lui donnant mission d'apporter aide et conseil à la famille, afin de surmonter les difficultés matérielles ou morales qu'elle rencontre. Cette personne ou ce service est chargé de suivre le développement de l'enfant et d'en faire rapport au juge périodiquement.
Lorsqu'il confie un mineur à un service mentionné au premier alinéa, il peut autoriser ce dernier à lui assurer un hébergement exceptionnel ou périodique à condition que ce service soit spécifiquement habilité à cet effet. Chaque fois qu'il héberge le mineur en vertu de cette autorisation, le service en informe sans délai ses parents ou ses représentants légaux ainsi que le juge des enfants et le président du conseil général. Le juge est saisi de tout désaccord concernant cet hébergement.
Le juge peut aussi subordonner le maintien de l'enfant dans son milieu à des obligations particulières, telles que celle de fréquenter régulièrement un établissement sanitaire ou d'éducation, ordinaire ou spécialisé, le cas échéant sous régime de l'internat ou d'exercer une activité professionnelle. »

##### Article 375-3
Modifié par la Loi no 2007-293 du 5 mars 2007 - art. 17 et 22 () JORF 6 mars 2007
« Si la protection de l'enfant l'exige, le juge des enfants peut décider de le confier :
1. à l'autre parent ;
2. à un autre membre de la famille ou à un tiers digne de confiance ;
3. à un service départemental de l'aide sociale à l'enfance ;
4. à un service ou à un établissement habilité pour l'accueil de mineurs à la journée ou suivant toute autre modalité de prise en charge ;
5. à un service ou à un établissement sanitaire ou d'éducation, ordinaire ou spécialisé.

Toutefois, lorsqu'une requête en divorce a été présentée ou un jugement de divorce rendu entre les père et mère ou lorsqu'une requête en vue de statuer sur la résidence et les droits de visite afférents à un enfant a été présentée ou une décision rendue entre les père et mère, ces mesures ne peuvent être prises que si un fait nouveau de nature à entraîner un danger pour le mineur s'est révélé postérieurement à la décision statuant sur les modalités de l'exercice de l'autorité parentale ou confiant l'enfant à un tiers. Elles ne peuvent faire obstacle à la faculté qu'aura le juge aux affaires familiales de décider, par application de l'article 373-3, à qui l'enfant devra être confié. Les mêmes règles sont applicables à la séparation de corps. »

#### L'action éducative en milieu ouvert
L'AEMO est une mesure judiciaire civile (ordonnée par le juge des enfants) au bénéfice d'un ou de plusieurs enfants d'une même famille. Elle consiste en l'intervention à domicile d'un travailleur social pour une durée variable (de 6 mois à 2 ans renouvelable jusqu'aux 18 ans de l'enfant).

#### Les maisons d'enfants à caractère social
Les Maisons d'enfants à caractère social (MECS) sont des structures qui relèvent du champ de l'assistance éducative. Les maisons d'enfants accueillent des enfants soit au titre d'une ordonnance du juge des enfants (mesure judiciaire) soit au terme d'un contrat passé entre les parents et l'Aide sociale à l'enfance (ASE) (mesure administrative).
Les MECS sont des établissements d’accueil pour des enfants, adolescents et jeunes majeurs, en fonctionnement continu. Par délégation, elles participent au service public de la Protection de l'enfance et de la Famille. Elles sont sous la compétence des conseils départementaux et sont financés par eux dans le cadre d’une habilitation, sous la forme d’un prix de journée. À la différence des Foyers de l'Enfance, les séjours sont plus souvent de longue durée.

### La prévention spécialisée
La Prévention Spécialisée est une forme d’intervention sociale placée sous la responsabilité du conseil départemental depuis la loi de décentralisation du 6 janvier 1986. Inscrite dans le Code de l’action sociale et des familles, elle est une prestation de l’Aide sociale à l’enfance.
Cette action vise à rompre avec l’isolement et restaurer le lien social des jeunes en voie de marginalisation. Dernier recours face à l’échec des autres démarches éducatives institutionnelles, elle vise à favoriser la reconstruction des liens sociaux, une meilleure intégration des jeunes en rupture, la lutte contre l’exclusion sous toutes ses formes. 
Elle se caractérise par :
- le non-mandat nominatif ;
- la libre adhésion ;
- le respect de l'anonymat.

Principalement tournée vers les jeunes de 16 à 25 ans, elle peut, selon les départements, s'adresser à des plus jeunes.
Les éducateurs de prévention, généralement des éducateurs spécialisés, vont à la rencontre des jeunes dans leurs lieux de rencontre. Ils sont de ce fait régulièrement appelés « éducateurs de rue ».

### Les instituts médico-éducatifs
La base juridique qui réglemente le fonctionnement des IME est le Code de l'Action Sociale et de la Famille, depuis l'abrogation des annexes XXIV en 2004 (décret 2004-1136 du 21 octobre 2004 - art 4 4°).
Les IME (instituts médico éducatifs) regroupent des SEES (Service d’Éducation et d'Enseignement Spécialisés) et des SIPFP (Section d'Initiation et de Première Formation Professionnelle). Ils accueillent des enfants et adolescents de 6 à 20 ans présentant une déficience intellectuelle. Depuis la loi du 11 février 2005, la Commission des Droits et de l'Autonomie de la Personne Handicapée (CDAPH, anciennement CDES et COTOREP), après évaluation par l'équipe pluridisciplinaire, propose aux parents de ces enfants une orientation dans les établissements d'éducation spécialisée. Ces établissements peuvent aussi accueillir des sections pour enfants polyhandicapés ainsi que des internats permanents ou de semaine.
Les I.M.E. proposent des prises en charge individuelles et pluridisciplinaires faisant intervenir plusieurs catégories professionnelles :
- éducateurs spécialisés,
- éducateurs de jeunes enfants
- éducateur sportif,
- Conseiller en économie sociale et familiale
- éducateurs techniques spécialisés
- moniteurs-éducateurs,
- AMP (aide médico-psychologique),
- instituteurs spécialisés, Certificat d'aptitude professionnelle pour les aides spécialisées, les enseignements adaptés et la scolarisation des élèves en situation de handicap
- professeurs d'activités physiques adaptées (EPS spécialisée),
- psychiatres,
- psychologues,
- infirmières,
- aide-soignant,
- kinésithérapeutes,
- orthophonistes,
- psychomotriciens,
- ergothérapeutes,
- assistantes sociales
- animateur socioculturel
- des surveillants encadrants éducatifs de nuit

La mission des IME est d'apporter un accompagnement thérapeutique, pédagogique, éducatif et professionnel.
Depuis la loi 2002-2 (loi du 2 janvier 2002 rénovant l'action sociale et médico-sociale), chaque prise en charge est basée sur un projet personnel individualisé (PPI). Selon les besoins de chaque usager, des activités éducatives, d'apprentissages professionnels, des prises en charge médicales ou paramédicales sont mises en œuvre pour le développement de la personnalité, accéder à une socialisation plus importante, favoriser l'insertion sociale et professionnelle et favoriser l'autonomie.
Ces établissements ont souvent été créés à l’initiative de familles concernées personnellement par le handicap mental. Même s’ils sont désormais à financement quasi exclusivement public, après agrément par la CROMS et avis favorable des financeurs (ex: DDASS) la grande majorité des IME restent à gestion associative (association loi de 1901).

#### Institut thérapeutique éducatif et pédagogique (ITEP)
Anciennement nommé institut de rééducation (IR), c'est un institut qui accueille des enfants en internat ou en journée, ayant des troubles du comportement ne leur permettant pas d'intégrer un institut scolaire ordinaire. Cet institut offre principalement des services pédagogiques (école) et éducatives (éducateurs spécialisés, etc.) adaptés aux troubles de ces jeunes.

## Référentiel
Le métier d'éducateur spécialisé ainsi que les conditions de certification et de formation sont définis en France par un référentiel professionnel annexé à l'arrêté du 20 juin 2007 relatif au diplôme d’État d'éducateur spécialisé.

## Représentativité professionnelle
En France, la profession est représentée par l'Organisation nationale des éducateurs spécialisés (ONES), association loi 1901.
C'est en 2007 que l'ONES voit le jour sous l'impulsion d'étudiants en formation initiale d’éducateur spécialisé de l’IREIS de Bourg-en-Bresse. Son principal but est alors de « défendre la formation, le diplôme et le métier, mais également de développer une réflexion sur la pratique éducative, l'éthique ou la déontologie professionnelle sur la base d'un travail en réseau constitué par un maillage de relais régionaux ».
Principalement constituée à ses origines d'étudiants éducateurs spécialisés, ses prises de position sur la déqualification des équipes socio-éducatives, la justice des mineurs, la formation des travailleurs sociaux, l'anonymisation des données en protection de l'enfance, la gratification des stages, la définition de l'information préoccupante, la reconnaissance du grade licence pour le Diplôme d’État d'éducateur spécialisé et la volonté de voir l'accès au métier réglementé, lui vaillent progressivement l'attrait des professionnels.
L'ONES entreprend par ailleurs de nombreuses démarches pour défendre ou conseiller des éducateurs spécialisés en difficultés sur le plan de leur exercice professionnel ou confrontés à des conflits éthiques.

## Éthique professionnelle
Depuis 2008, l'Organisation Nationale des Éducateurs Spécialisés travaille à l'élaboration et à la rédaction d'un projet de charte d'éthique professionnelle.
La constitution d’une charte d’éthique a été inscrite dès l’origine aux statuts de l’ONES par ses membres fondateurs. 
Ce projet s’est concrétisé autour de l’idée de réfléchir aux principes fondamentaux du métier d’éducateur spécialisé déterminé lui-même par l’intérêt des usagers. Pour les éducateurs spécialisés ayant tout au long de ce travail participé au projet, la Charte d’éthique ne devait pas répondre à des impératifs de bonnes où mauvaises conduites. Il ne s’agissait pas non plus d’énoncer dans un document référence de nouvelles normes devant s’appliquer aux éducateurs spécialisés.
Pour l’ONES, il était particulièrement important de ne pas tomber dans une construction philosophique, religieuse ou théorique mais bien de traduire une visée concrète permettant de donner des points de repères qui puissent soutenir les professionnels au quotidien. Il était d’autre part essentiel de trouver une forme qui traduise non pas une photographie figée de ce qu’est l’éthique des éducateurs spécialisés, mais de ce que devient cette 
éthique en termes de processus en constante évolution lorsqu’elle est confrontée au réel des situations rencontrées.
L’ONES constate que l’éthique est ces dernières années trop souvent mise à mal par de nouvelles logiques gestionnaires, administratives ou organisationnelles. Le respect de la loi n’assure pas obligatoirement de la justesse, ou des actions suffisamment bonnes. La loi fait à minima cohésion et cohérence dans une société. La Charte d’éthique appelle à des pratiques qui vont presque toujours au-delà de ce que propose la loi et les réglementations.
Elle appelle à des pratiques qui vont presque toujours au-delà de ce que propose la loi et les réglementations puisque le respect de la loi ne peut assurer à lui seul des actions de qualités réflexives. La Charte d’éthique ne garantit aucun résultat, aucune efficacité, mais offre un socle fondateur à partir duquel les éducateurs spécialisés peuvent légitimer leurs démarches et mieux lutter contre certaines dérives.
Elle n’a rien d’une recette. Elle appelle au contraire à l’éthique de chacun pour faire question, se confronter aux problèmes, aussi difficiles et imprévisibles qu’ils soient.
La Charte d’éthique professionnelle émane d’éducateurs spécialisés issus de différents secteurs (handicap, protection de l’enfance, exclusion sociale…). Sa rédaction s’est achevée fin 2013 après  avoir été présentée à la commission éthique du CSTS. Elle appartient à tous les éducateurs spécialisés.